# Obârșie
Obârșie falu Romániában, Maros megyében.

## Története
Mezőrücs község része. A jozefiniánus térképen még nem jelenik meg mint település vagy tanya. A trianoni békeszerződésig Maros-Torda vármegye Marosi felső járásához tartozott. A második világháború után lett hivatalosan különálló település, előtte Mezőszentmárton falu része volt. A nevének magyar jelentése „eredet” vagy „forrás”.

## Népessége
2002-ben 3 lakosa volt, ebből 3 román nemzetiségű. 2011-re elnéptelenedett. Legnagyobb népességét 1956-ban jegyezték fel, ekkor 58 lakosa volt.